# خرابا
خرابا هي قرية في مقاطعة بيرانشهر، إيران. يقدر عدد سكانها بـ 206 نسمة بحسب إحصاء 2016.